# Aepeomys lugens
Aepeomys lugens är en däggdjursart som först beskrevs av Thomas 1896.  Aepeomys lugens ingår i släktet Aepeomys och familjen hamsterartade gnagare. IUCN kategoriserar arten globalt som livskraftig. Inga underarter finns listade.
Denna gnagare lever endemisk i bergstrakter i nordvästra Venezuela. Den vistas där mellan 2000 och 3000 meter över havet. Habitatet utgörs av molnskogar och páramo. Individerna är aktiva på natten, går vanligen på marken och är allätare.